# Мельниковське сільське поселення (Можгинський район)
Ме́льниковське сільське поселення (рос. Мельниковськое сельское поселения) — муніципальне утворення в складі Можгинського району Удмуртії, Росія. Адміністративний центр — присілок Мельниково.
Населення — 945 осіб (2015; 985 в 2012, 1011 в 2010).
Населений пункт Дома 1055 км був ліквідований 2017 року.
До складу поселення входять такі населені пункти:
| Населений пункт           | Населення, осіб (2010) | Населення, осіб (2012) |
| ------------------------- | ---------------------- | ---------------------- |
| Брагіно, присілок         | 0                      | 0                      |
| Дома 1055 км, без статусу | 1                      | 1                      |
| Дома 1060 км, без статусу | 0                      | 0                      |
| Карамбай, селище          | 43                     | 42                     |
| Лісний, присілок          | 28                     | 28                     |
| Мельниково, присілок      | 319                    | 317                    |
| Пашур, присілок           | 5                      | 3                      |
| Підгорна, присілок        | 69                     | 66                     |
| Руський Пичас, село       | 474                    | 455                    |
| Руський Уленвай, присілок | 1                      | 1                      |
| Сир'єз, присілок          | 12                     | 12                     |
| Чурашур, присілок         | 59                     | 60                     |

В поселенні діють 2 школи, 2 садочки, 2 фельдшерсько-акушерських пункти, 2 клуби, 2 бібліотеки.
Серед промислових підприємств працює ТОВ «Мельниково» та «Руський Пичас».